# Fund for Global Human Rights
Der Fund for Global Human Rights (FGHR) ist eine humanitäre Finanzierungsgesellschaft mit Sitz in Washington, D.C.
Die Gesellschaft wird von Stiftungen als Mittler zum Verteilen von Zuwendungen an Empfänger benutzt, wirbt aber auch selbst um Spenden. Seit ihrer Gründung zahlte sie nach eigenen Angaben rund 60 Millionen US-Dollar an verschiedene Programme aus.
Die Gesellschaft betreibt neben dem Sitz in den USA eine Vertretung im Vereinigten Königreich unter der Bezeichnung Fund for Global Human Rights UK.

## Finanzierung und Förderungen
Die Gesellschaft wurde 2003 mit dem Ziel gegründet, Spendern Zugang zu neuen, aufstrebenden Nichtregierungsorganisationen in allen Teilen der Welt zu verschaffen.
- Im Jahr 2016 förderte etwa die Oak Foundation drei Projekte für drei Jahre mit insgesamt 832.500 US-Dollar über den Fund for Global Human Rights – das Border Network of Human Rights, das Colibri Centre for Human Rights und das Detention Watch Network.[6] Im Jahr 2018 überwies die Oak Foundation dann 4,4 Millionen US-Dollar an den Fund for Global Human Rights zum Aufbau eines globalen Unterstützernetzwerks und entsprechender Kommunikationsstrukturen, auch mit dem Ziel neue Spender zu werben.[7]

- Der Sigrid Rausing Trust gehörte im Jahr 2016 und[8] 2017[9] zu den Förderern des Funds.